# Азербайджано-канадские отношения
Азербайджано-канадские отношения — двусторонние дипломатические отношения между Азербайджаном и Канадой в политической, экономической, культурной и иных сферах.

## История
Канада признала независимость Азербайджана 25 декабря 1991 года. Дипломатические отношения между странами установлены 10 июля 1992 года.
Посольство Канады в Турции также представляет интересы Канады в Азербайджане. Посол Канады в Турции аккредитован в Азербайджане.
Посольство Азербайджана в Канаде учреждено в сентябре 2004 года.
В ноябре 2006 года в Парламенте Канады была создана канадско-азербайджанская межпарламентская группа дружбы. Первым председателем группы стал член Канадской парламентской консервативной партии Барри Деволин.
Председателем группы является Филип Лоуренс.
5 декабря 2000 года в Национальном Собрании Азербайджана была создана азербайджано-канадская межпарламентская рабочая группа. Первым руководителем группы стал Самур Новрузов. Руководителем группы является Турал Гянджалиев.

## Договорно-правовая база
Между странами подписано 4 документа, в том числе:
- Соглашение об избежании двойного налогообложения и предотвращении уклонения от налогообложения в отношении налогов на доходы и капитал (7 сентября 2004)[6]

## В области экономики

### Товарооборот (тыс. долл.)
| Год  | Экспорт Азербайджана | Импорт Азербайджана | Сумма товарооборота         |
| ---- | -------------------- | ------------------- | --------------------------- |
| 2004 |                      |                     | 12,6 млн канадских долларов |
| 2008 | 1 168 295            | 19 713              |                             |
| 2009 | 1 200 000            | 31 000              |                             |
| 2010 | 542 000              | 20 000              |                             |
| 2020 | 594,52               | 15 127,54           | 15 722,06                   |
| 2021 | 221 406,37           | 12 002,75           | 233 409,12                  |
| 2022 | 640,21               | 12 499,56           | 13 139,77                   |
| 2023 | 1 405,72             | 29 050,58           | 30 456,3                    |
| 2024 | 1 294,35             | 165 509,06          | 166 803,41                  |

## В области образования
В течение 2007—2015 гг. около 170 студентов Азербайджана получили образование в различных университетах Канады.

## В области культуры
В Канаде в разное время проводились различные мероприятия, посвящённые творчеству выдающихся деятелей культуры и искусства Азербайджана, таких как Муслим Магомаев, Чингиз Садыгов, Алим Гасымов.
В различных городах Канады был продемонстрирован спектакль под названием «Gulnarənin donu» (фр. La robe de Gulnara), в котором говорится о жизни азербайджанских беженцев. Автор спектакля — Изабель Хубер.
12—14 сентября 2014 года в Монреале прошёл Азербайджанский кинофестиваль.
Действует Центр азербайджанского искусства и культуры «Ветен», Ассоциация азербайджанцев Квебека, Организация азербайджанских студентов в Канаде, школа азербайджанского языка.
2 сентября 2015 года фильм Ваида Мустафаева участвовал на 39 Монреальском кинофестивале. Он стал первым фильмом Азербайджана, принявшем участие на Монреальском кинофестивале.
Проводящийся в Канаде Ниагарский Международный музыкальный фестиваль включает произведения азербайджанских композиторов.
3 апреля 2023 года открыт Дом Азербайджана в Торонто. В ноябре 2024 года создан Союз азербайджанской молодежи Канады.
21 июня 2023 года в Парламенте Канады прошёл День азербайджанского наследия.